# Gaspar de la Barrera Chacón Ruiz
Don Gaspar de la Barrera Chacón Ruiz (Carmona, 1529-Santiago de Chile, 1600), capitán y conquistador español.

## Biografía
Nació en Carmona, Sevilla, España en 1529. Hijo de don Pedro de la Barrera Chacón y de doña Mariana Chacón Ruíz. Siendo el hermano mayor junto con sus cinco hermanos;
- Alonso de la Barrera Chacón Ruíz (Carmona, 1532 - †Carmona)
- Cristóbal de la Barrera Chacón Ruíz (Carmona, 1534 - †Carmona(?))
- María de la Barrera Chacón Ruíz (Carmona, 1536 - †Carmona(?))
- Ana de la Barrera Chacón Ruíz (Carmona, 1538 - †Santiago de Chile, 1595)
- Baltazar de la Barrera Chacón Ruíz (Carmona, 1541 - †Carmona(?))
- Juan de la Barrera Chacón Ruíz (Carmona, 1544 - †Carmona)

Se casó con doña Luciana Vergara González (Santiago de Chile, 1535 - †Santiago de Chile, 26 de noviembre de 1620), con quien tuvo nueve hijos;
- Mariana de la Barrera Vergara (n. Santiago de Chile)
- María Magdalena de la Barrera Vergara (n. Santiago de Chile)
- Pedro de la Barrera Vergara (Santiago de Chile, 1568 - †Chiloé, 1612)
- Juan de la Barrera Vergara (Santiago de Chile, 1569 - †Santiago de Chile)
- Beatriz de la Barrera Vergara (Santiago de Chile, 28 de abril de 1584 - †Santiago de Chile, 2 de febrero de 1680)
- Alonso de la Barrera Vergara (Santiago de Chile, 1591 - †Santiago de Chile)
- Gaspar de la Barrera Vergara (Santiago de Chile, 1592 †Santiago de Chile, 1684)
- Jerónimo de la Barrera Vergara (Santiago de Chile, 1595 - †Santiago de Chile)
- Juana de la Barrera Chacón Vergara (Santiago de Chile, 1596 - †Santiago de Chile, 2 de septiembre de 1634)

Falleció en Santiago de Chile en 1600. Don Francisco de Toledo, virrey del Perú, propuso su nombre para ocupar el cargo de Gobernador del Reino de Chile, en 1571, sin tener éxito.

## Carrera militar
Sirvió en la Guerra de los Ochenta Años, Italia y Siena, pasó al Perú provisto gentilhombre de Compañía de Lanzas, plaza que renunció para viajar a Chile en 1557, con el Gobernador Don García Hurtado de Mendoza. LLega a Chile acompañado por su prima Doña María de Vergara, (esposa del Capitán Francisco Martínez de Vergara) en 1555, y llegó a Chile (La Serena) en 1557, acompañando a García Hurtado de Mendoza. Vecino Feudatario de Osorno, y después de Santiago. Sirvió en la guerra bajo la dirección de don Miguel de Avendaño y Velasco, con el Licenciado Altamirano en Lincoyán y Elicura. Intervino en el Primer sitio al Fuerte de Arauco en 1563 como corregidor de Angol. Participó en la Batalla de Puren, Sorpresa de Mareguano y en el Fuerte de Hualqui. Más tarde fue el encargado de defender Valparaíso de las acometidas de los piratas, encabezadas por Thomas Cavendish. Sirvió a Chile durante 40 años, mencionada en su hoja de servicio. Fue regidor del Cabildo de Santiago en 1572, 1573, 1576, 1586 y 1594. Fue Alcalde de Santiago en 1578, 1581, 1583, 1588 y 1593. Fue corregidor de Santiago en 1573 y 1599 y ocupó diversos cargos administrativos en Valdivia, y desempeñó un destacado papel durante la Guerra de Arauco. En 1580 fue designado familiar del tribunal del Santo Oficio en Chile.